# Hinterholz (Leutershausen)

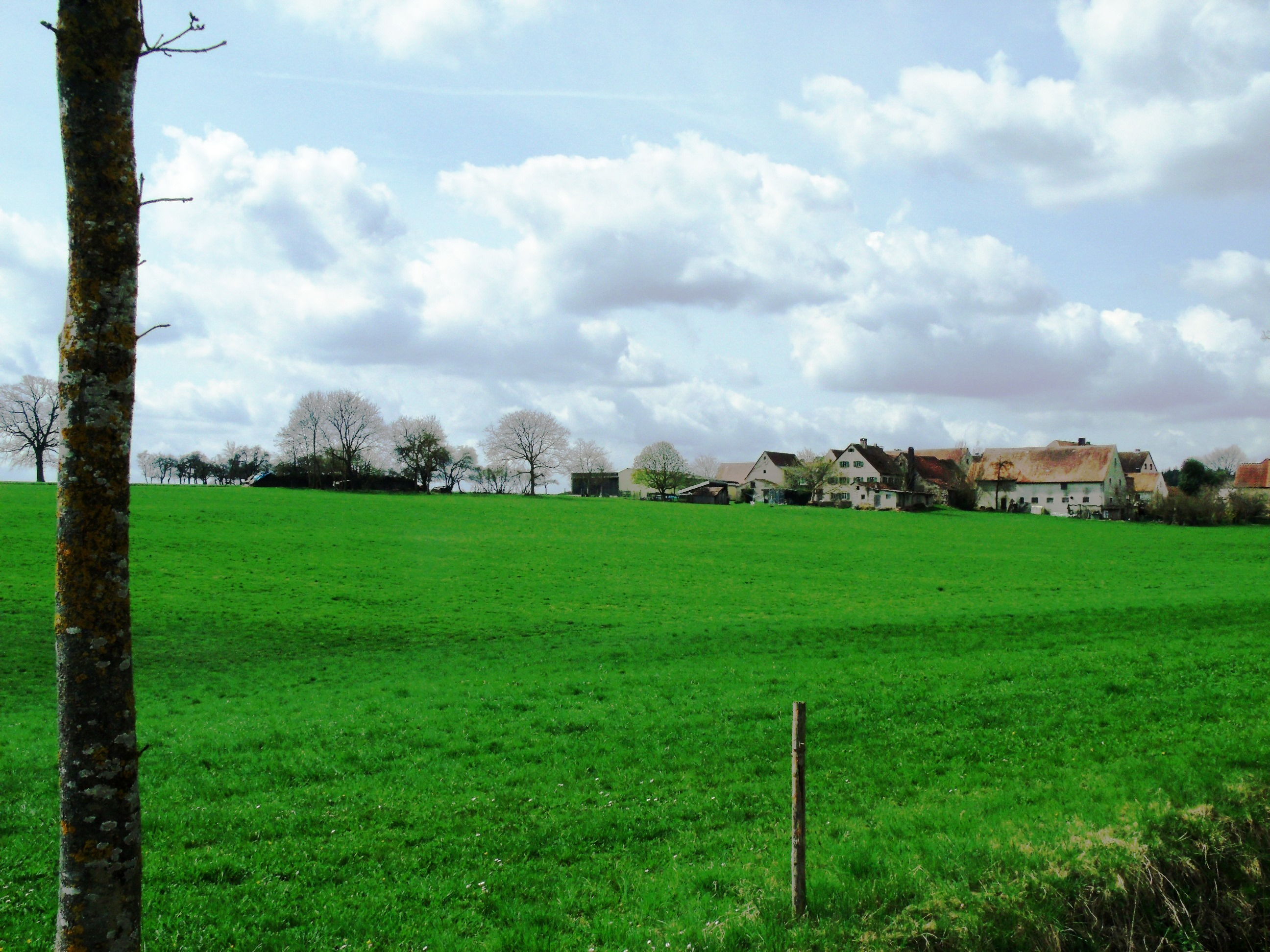
Hinterholz

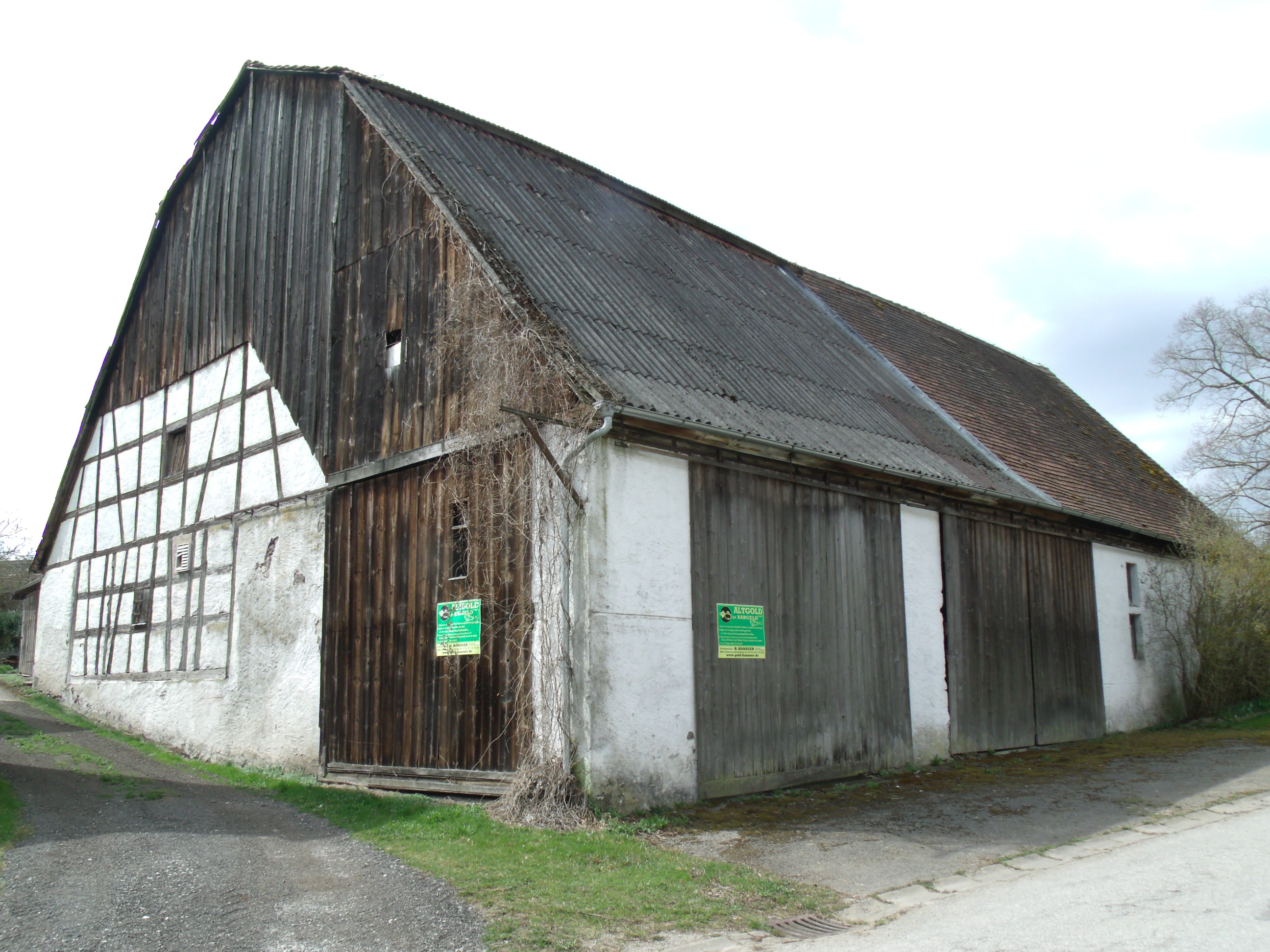
Fachwerkscheune in Hinterholz

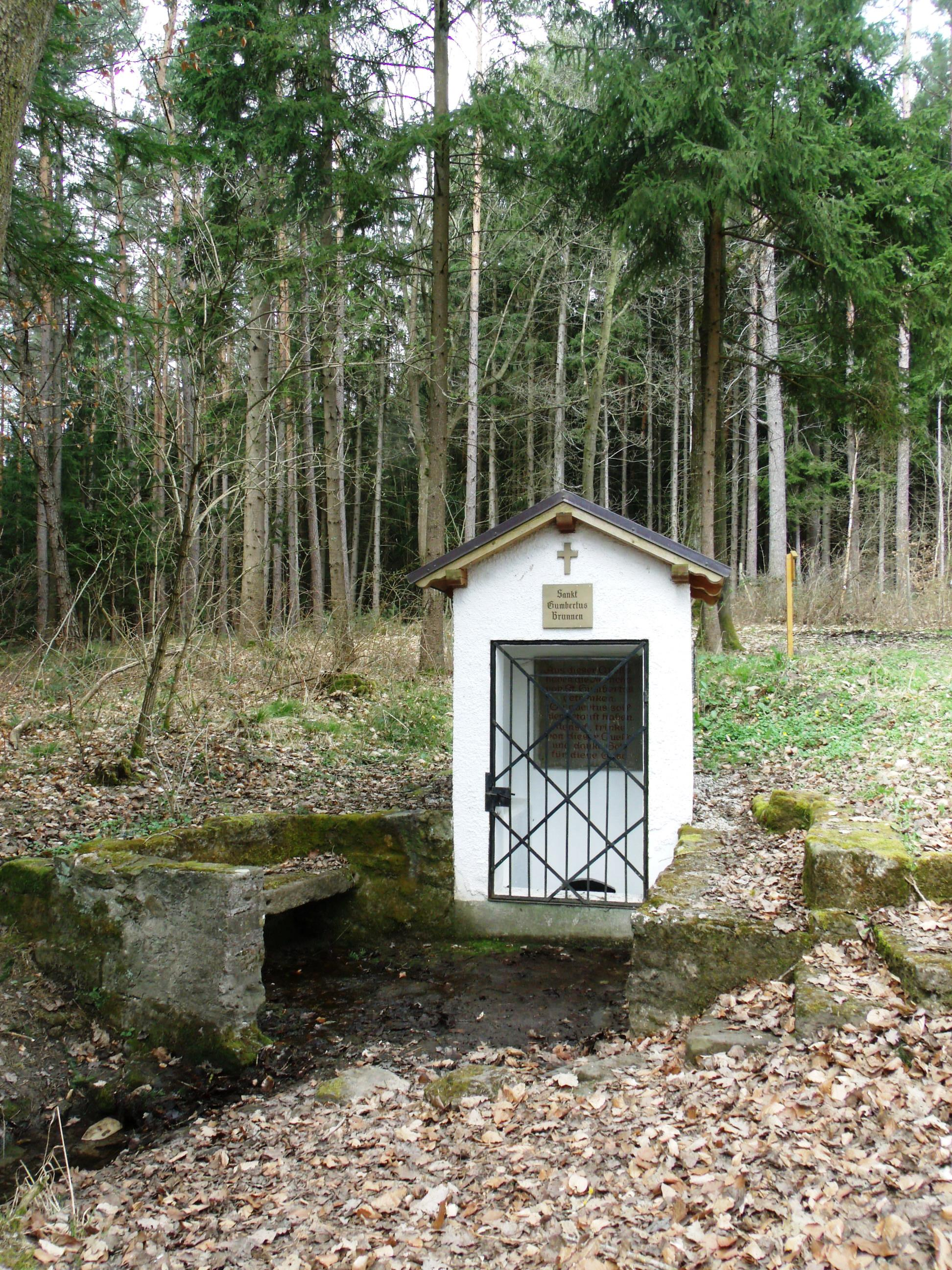
Gumbertusbrunnen

Hinterholz (fränkisch: Hinda-holz) ist ein Gemeindeteil der Stadt Leutershausen im Landkreis Ansbach (Mittelfranken, Bayern). Hinterholz liegt in der Gemarkung Neunkirchen bei Leutershausen.

## Geografie
Nördlich des Dorfes fließt der Onolzbach. 0,5 km südwestlich des Ortes liegt das Zobelholz, 0,75 km nordöstlich der Hürbelrangen. Eine Gemeindeverbindungsstraße führt nach Neunkirchen (2,2 km südlich) bzw. nach Oberramstadt zur Kreisstraße AN 23 (2 km westlich).

## Geschichte
Der Ort wurde im Jahr 1303 als „ze Hindermholtz“ erstmals urkundlich erwähnt. Der Ortsname bedeutet Siedlung hinter dem Wald. Im frühen 14. Jahrhundert enthalten die ältesten Lehenbücher des Hochstifts Würzburg Einträge zu dem Ort, den sie zur Gänze den Herren von Heideck zu Lehen gegeben hatten. Noch im 14. Jahrhundert kam Hinterholz an das Chorherrenstift St. Gumbertus in Ansbach, nämlich neun Höfe, von einem Hof allerdings nur die Wiese. Im 15. Jahrhundert kam Hinterholz unter die Herrschaft Seckendorff zu Jochsberg, die dort als burggräfliche Lehenträger saßen und nicht nur die Grundherrschaft, sondern auch die Dorf- und Gemeindeherrschaft über Hinterholz ausübten. 1459 gehörten zur Burg Jochsberg sechs Güter von Hinterholz, dazu der Schaftrieb und der Zehnt, 1544 nur noch fünf Güter. 1682 entstand das brandenburg-ansbachisches Vogtamt Jochsberg, dem fortan auch Hinterholz unterstand. Die Dorfgerichtsbarkeit übte Jochsberg, die Vogtei außer Etters und die Fraisch das Hofkastenamt Ansbach aus.
In den Vetterschen Oberamtsbeschreibungen von 1732 heißt es, dass „Hinterholtz“ aus neun Untertanen (brandenburg-ansbachisches Vogtamt Jochsberg: acht, Stiftsamt Ansbach: einer) und dem Gemeindehirtenhaus besteht; gepfarrt war die Ansiedelung nach St. Georg in Neunkirchen, dessen dortigem Pfarrer auch der Zehnt zustand. Die Gemeindeherrschaft nahm das markgräfliche Amt Jochsberg wahr, die Fraisch das markgräfliche Ober- und Kastenamt Ansbach. Daran änderte sich im Alten Reich nichts mehr. Von 1797 bis 1808 unterstand der Ort dem Justiz- und Kammeramt Ansbach.
Im Rahmen des Gemeindeedikts wurde Hinterholz dem 1808 gebildeten Steuerdistrikt Neunkirchen zugeordnet. Es gehörte auch der 1811 gegründeten Ruralgemeinde Neunkirchen an. Am 1. Januar 1972 wurde Hinterholz im Zuge der Gebietsreform in Bayern in die Stadt Leutershausen eingemeindet.

### Baudenkmäler
- Haus Nr. 2: Ofen des 18. Jahrhunderts aus gusseisernen Platten mit Reliefdarstellungen aus dem Buch der Könige[19]
- Mittelalterliches Steinkreuz im Ort[19]
- St.-Gumbertus-Brunnen: östlich der Ortschaft im Wald gelegene Gumbertusquelle (Quelle des Holzbachs/Onolzbachs), alt gefasst, mit modern erneuertem kleinen Brunnenhäuschen[19]

### Einwohnerentwicklung
| Jahr      | 001818 | 001840 | 001861 | 001871 | 001885 | 001900 | 001925 | 001950 | 001961 | 001970 | 001987 |
| Einwohner | 37     | 74     | 70     | 75     | 66     | 68     | 61     | 80     | 50     | 58     | 41     |
| Häuser    | 10     | 12     |        |        | 14     | 13     | 12     | 12     | 12     |        | 11     |
| Quelle    | [ 21 ] | [ 22 ] | [ 23 ] | [ 24 ] | [ 25 ] | [ 26 ] | [ 27 ] | [ 28 ] | [ 29 ] | [ 30 ] | [ 1 ]  |

## Religion
Der Ort ist seit der Reformation evangelisch-lutherisch geprägt und bis heute nach St. Georg (Neunkirchen bei Leutershausen) gepfarrt. Die Einwohner römisch-katholischer Konfession sind nach St. Ludwig (Ansbach) gepfarrt.